# Ru de Liesse
Pour les articles homonymes, voir Liesse.
Le ru de Liesse ou la Liesse  est un ruisseau du département du Val-d'Oise en région Île-de-France, prenant sa source à Pierrelaye et se jetant dans l'Oise à Saint-Ouen-l'Aumône, donc un sous-affluent de la Seine.

## Géographie
Le ruisseau prend sa source à Pierrelaye en "tréfonds" sous la rue des Maraichers à proximité du centre ancien du village, coule un kilomètre au milieu de la rue du Drain entre deux chaussées bordées de maisons d’habitation, puis quitte la zone urbanisée à la limite de la commune de Saint-Ouen-l’Aumône, pour un parcours à travers champs vers l'Ouest où il croise une sente sur le tracé de la Chaussée Jules César, ancienne voie romaine. Le ru traverse ensuite un bois et alimente, à 2 kilomètres de sa source, un petit plan d’eau, le bassin Blanche de Castille ainsi nommé en mémoire de la reine fondatrice de l'Abbaye de Maubuisson à proximité.
En aval de ce bassin, le ruisseau longe une coulée verte aménagée par la ville de Saint-Ouen-l’Aumône dans un environnement boisé. Celle-çi borde au Nord le quartier du Val de Liesse construit à partir de 2000, passe sous la route nationale 184, longe un étang pédagogique, traverse l’étang de Maubuisson et parcourt sur 300 mètres le parc de l’Abbaye de Maubuisson dans l'ancien canal d’évacuation des eaux usées et des latrines, créé au Moyen Âge pour assainir ce couvent établi en 1236 sur une terrasse surplombant la rive gauche de l'Oise.
En aval du parc de l’Abbaye, la Liesse se divise en deux bras qui passent dans un petit tunnel sous la ligne H du RER, longent un golf et se rejoignent avant de se jeter dans l’Oise en face de l'île du Pothuis en rive gauche.

## Alimentation en eau de l'Abbaye de Maubuisson
Des digues en pierres ont été construites dans le lit du ruisseau pour le canaliser lors de la construction de l'Abbaye au XIIIe siècle,  créant 4 étangs, d'Amont en Aval - La Vacherie, l'actuel bassin "Blanche de Castille, de Liesse, Saint-Prix et de Maubuisson - celui-ci est toujours existant. Ces étangs servaient de viviers pour le poisson des repas des moniales et également de retenues, pour maintenir un niveau constant dans le canal bordé de murs de pierres, qui faisait tourner un moulin à eau en évacuant les eaux usées. Ce canal est toujours en place dans le parc de Maubuisson. 
Le couvent de l'abbaye était alimenté en eau potable par un aqueduc de 2 kilomètres, depuis la source de la Vacherie située près de l'actuel bassin "Blanche de Castille", et débouchait sur un réseau complexe de canalisations, qui furent découvertes lors de récentes fouilles archéologiques sur le site.

## Caractéristique
Le lit de la rivière est cimenté et empierré sur l’ensemble de son parcours.
Cette artificialisation daterait de 1911.

## Affluent
Le ru de Liesse n'a pas d'affluent contributeur. Son nombre de Strahler est donc de un.

## Galerie

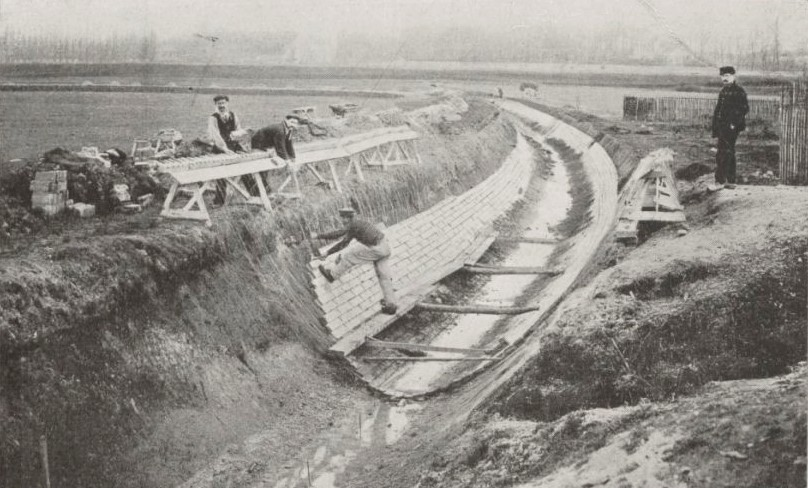
Empierrage des berges du lit artificiel du Rû de Liesse en 1911.
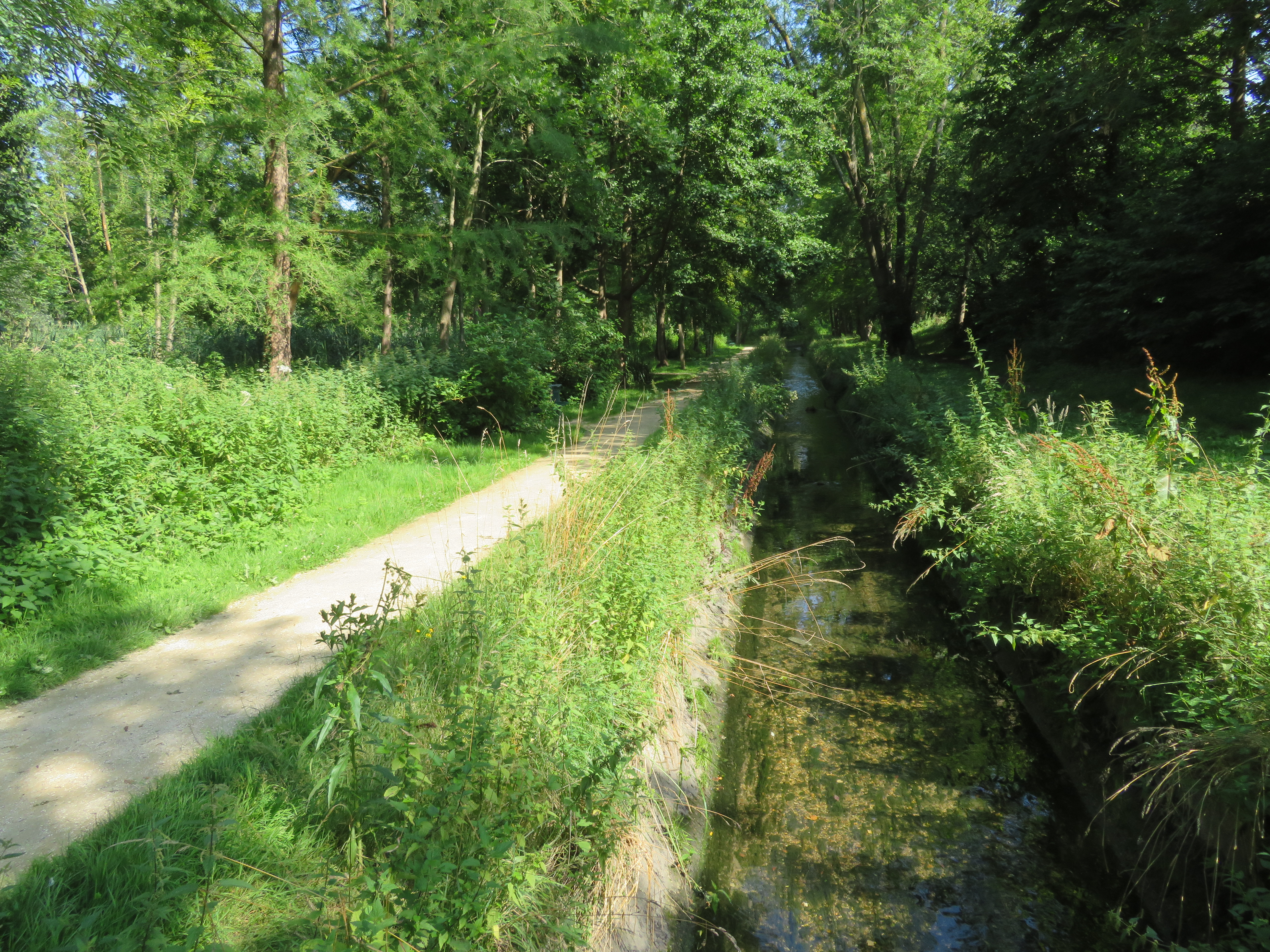
Chemin de la Coulée verte dans le bois de la Liesse.
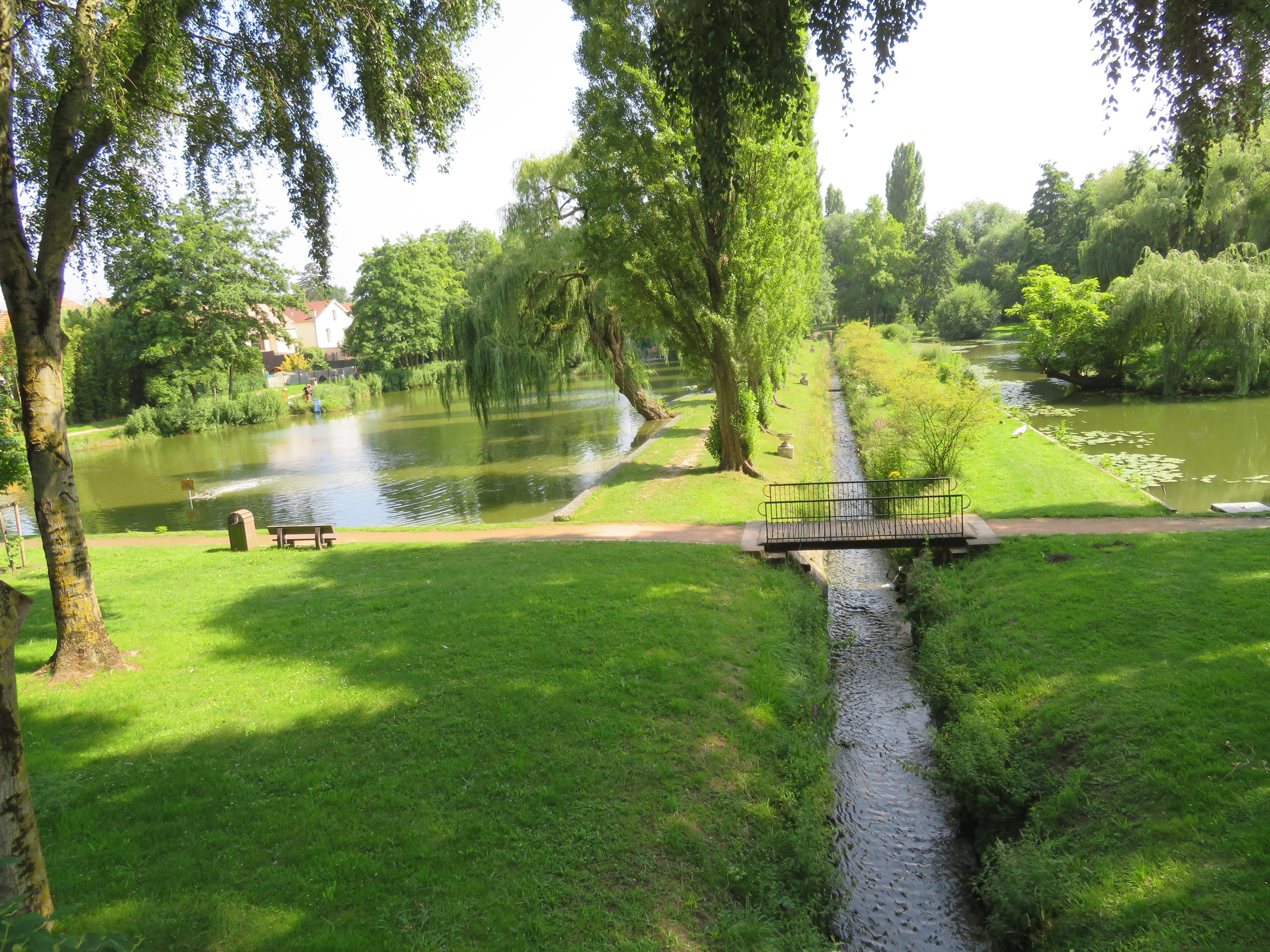
Le rû de Liesse traversant le domaine de Maubuisson.